# Piruvat oksidaza
Piruvat oksidaza (EC 1.2.3.3, piruvinska oksidaza, fosfat-zavisna piruvatna oksidaza) je enzim sa sistematskim imenom piruvat:kiseonik 2-oksidoreduktaza (fosforilacija). Ovaj enzim katalizuje sledeću hemijsku reakciju
piruvat + fosfat + O2 {\displaystyle \rightleftharpoons } acetil fosfat + 2 +2O2
Ovaj enzim je flavoprotein (FAD) za čiji rad je neophodan tiamin difosfat. Dva redukujuća ekvivalenta se prenose sa rezonantnih karbanjon/enaminskih formi 2-hidroksietil-tiamin-difosfata na susedni flavinski kofaktor, proizvodeći 2-acetil-tiamin difosfat (AcThDP) i redukovani flavin. FADH2 se reoksiduje posredstvom O2 čime se formira H2O2 i FAD. AcThDP se fosforolitički razlaže do acetil fosfata i tiamin difosfata.

## Literatura
- Nicholas C. Price; Lewis Stevens (1999). Fundamentals of Enzymology: The Cell and Molecular Biology of Catalytic Proteins (Third изд.). USA: Oxford University Press. ISBN 019850229X.
- Eric J. Toone (2006). Advances in Enzymology and Related Areas of Molecular Biology, Protein Evolution (Volume 75 изд.). Wiley-Interscience. ISBN 0471205036.
- Branden C; Tooze J. Introduction to Protein Structure. New York, NY: Garland Publishing. ISBN 0-8153-2305-0.
- Irwin H. Segel. Enzyme Kinetics: Behavior and Analysis of Rapid Equilibrium and Steady-State Enzyme Systems (Book 44 изд.). Wiley Classics Library. ISBN 0471303097.

## Spoljašnje veze
- Pyruvate+oxidase на 